# 258P/PANSTARRS
La comète PANSTARRS, officiellement 258P/PANSTARRS, est une comète périodique du système solaire, découverte le 27 avril 2012 par le programme Pan-STARRS.